# Walkmühle (Reetz)
Walkmühle ist ein ehemaliger Wohnplatz (Wüstung), heute im Gebiet der Woiwodschaft Westpommern in Polen gelegen.
Die Wüstung liegt in Hinterpommern, etwa 160 Kilometer nordöstlich von Stettin zwischen der Stadt Polanów (Pollnow) im Westen und dem Dorf Rzeczyca Wielka (Groß Reetz) im Osten.
Der Wohnplatz bestand aus einer Walkmühle mit Landwirtschaft und einer Gastwirtschaft. Die Walkmühle war eine Wassermühle mit einem mittelschlächtigen Wasserrad. Wann die Walkmühle errichtet wurde, ist nicht sicher überliefert, wenn auch die Jahre 1792 oder 1806 genannt werden. Mit Sicherheit bestand die Walkmühle im Jahre 1839, da sie auf der 1838/1839 erfolgten Preußischen Uraufnahme eingetragen ist. Die Walkmühle gehörte zunächst zum Rittergut Groß Reetz, das im Besitz der adligen Familie von Lettow war. Im Jahre 1891 pachtete der Walkermeister Carl Bleich die Mühle. Nach seinem Tode 1932 folgte ihm sein Sohn Friedrich Bleich. Im Jahre 1936 kaufte Friedrich Bleich die Walkmühle dem Gutsbesitzer von Lettow ab.
Bis 1945 war diese Walkmühle die letzte in ihrer ursprünglichen Form betriebene Walkmühle in der Provinz Pommern. Der Walkmüller Friedrich Bleich ließ sie in den Jahren 1940 und 1941 denkmalgerecht renovieren, wobei die Arbeiten unter der Leitung des Kreisbauamtes durchgeführt wurden. Das hölzerne Wasserrad zimmerte er selber neu, nach den Auflagen der Denkmalpflege. Im Jahre 1942 wurde die Walkmühle unter Denkmalschutz gestellt. Die Walkmühle mit ihrer Gastwirtschaft war vor 1945 ein beliebtes Ausflugsziel von der benachbarten Stadt Pollnow aus. 
Bis 1945 bildete Walkmühle einen Wohnplatz in der Gemeinde Reetz und gehörte mit dieser zum Kreis Rummelsburg.
Gegen Ende des Zweiten Weltkriegs wurde der Ort am 4. März 1945 durch die Rote Armee besetzt. Die Sowjetmacht verschleppte den letzten Walkmüller Friedrich Bleich, dessen weiteres Schicksal nicht bekannt ist. 
Nach 1945 kam der Wohnplatz, wie ganz Hinterpommern, an Polen. Die polnischen Behörden richteten hier zunächst eine Dienststelle der Forstverwaltung ein. Diese wurde aber nach einigen Jahren aufgegeben. Wohl ab 1955 wurde die Mühlenanlage demontiert. Heute liegt der Ort wüst. Die Wüstung liegt im Gebiet der Gmina Polanów (Stadt- und Landgemeinde Pollnow). 